# スチールプランテック
スチールプランテック株式会社は、JFEエンジニアリング（旧・日本鋼管）、日立造船（現・カナデビア）、住友重機械工業、川崎重工業の製鉄プラント部門を統合し、2001年4月に設立された製鉄プラントエンジニアリングメーカー。

## 概要
総合エンジニアリング4社が半世紀に渡り培ってきた鉄鋼プラント・テクノロジーをひとつに融合し、世界最高水準のエンジニアリング力で、世界の鉄鋼、非鉄産業の発展に貢献することを理念とし設立された。
製鉄プロセスの上流から下流までの幅広い工程への対応商品を取り揃え、プラントの企画、設計、製作から据付、試運転、保全に至る、設備の導入計画からアフターサービスまでをおこなう。
2021年4月からは「Green & Smart」（Green=脱炭素を推進するための技術革新・Smart=最新技術を駆使した製品のスマート化）を掲げ、伝統のテクノロジーを基盤に、ものづくり技術を高め、地球環境に配慮したエコロジカルなプラント、AIやIoT、ロボティクス技術を織り込んだスマート・プロダクツを開発している。
本社は神奈川県横浜市西区みなとみらいの横浜コネクトスクエアに置く。この他、国内1カ所（関西サテライト）、海外2カ所（インド、中国）の拠点をもつ。

## 沿革
- 2001年（平成13年）4月 - 日本鋼管（現・JFEエンジニアリング）、日立造船（現・カナデビア）、住友重機械工業の製鉄プラントの営業部門を統合し発足。本社は東京都品川区（天王洲アイル）に置いた。
- 2002年（平成14年）
  - 3月 - 3社のエンジニアリング部門を統合。
  - 4月 - 神奈川県横浜市鶴見区へ本社を移転。
- 2003年（平成15年）4月 - 川崎重工業の製鉄プラント営業部門を統合。
- 2004年（平成16年）4月 - 川崎重工業のエンジニアリング部門を統合。
- 2005年（平成17年）7月 - 愛媛県に新居浜サテライト・オフィスを開設。ECOARC「第32回優秀環境装置表彰」産機工会長賞を受賞。
- 2007年（平成19年）4月 - 大阪府大阪市に関西事務所を開設。
- 2008年（平成20年）9月 - 本社を神奈川県横浜市神奈川区へ移転。
- 2010年（平成22年）3月 -「ISO 9001」認証取得。
- 2011年（平成22年）11月 - インドにSteel Plantech Engineering India（Kolkata）及びSteel Plantech India（Munbai）を開設。
- 2013年（平成25年）5月 - Vina SPCO（SteelPlantechVietnamCo.,Ltd.）を開設。
- 2014年（平成26年）12月 - クットナー（ドイツ）と業務協定を締結。
- 2016年（平成28年）
  - 5月 - インドSPI機能集約。
  - 7月 - 本社を神奈川県横浜市港北区新横浜へ移転。
- 2017年（平成29年）
  - 3月 - テンションレベラ受注200台突破。
  - 12月 - 中国金属学会と「ECOARC™普及促進協定書」を締結。
- 2018年（平成30年）
  - 7月 - ベルギーのCMI（現・ジョン・コッカリル）と販売協力協定を締結。
  - 10月 - RPA導入、業務プロセス改革始動。
- 2019年（平成31年/令和元年）
  - 4月 - スマートプロダクツ開発部新設。
  - 11月 - ジョン・コッカリルとの合同セミナーをベルギー大使館で開催。
- 2020年（令和2年）
  - 4月 - 設立20年目を迎える。
  - 8月 - スマートプロダクツ Sシリーズ「Spco-ROBO Knight」納入。
  - 12月 - RPAによる業務削減、累計3000時間達成。
- 2021年（令和3年）
  - 4月 - 新スローガン「Green＆Smart」を発表
  - 5月 - 2製品が「令和3年度 先進的省エネルギー投資促進支援事業費補助金」の「先進設備・システム」に採択。
  - 9月 - 関西サテライト（旧・関西事務所）を移転。インダクトサームグループジャパンと業務提携。
- 2022年（令和4年）
  - 5月 - 6製品が「令和4年度 先進的省エネルギー投資促進支援事業費補助金」の「先進設備・システム」に採択
  - 10月 - 中国初の「ECOARC™」が稼働。
- 2023年（令和5年）4月 - 中国に日鋼聯（上海）設備工程有限公司開設。
- 2024年（令和6年）4月 - 本社を神奈川県横浜市西区みなとみらいの横浜コネクトスクエアへ移転。

## 事業所
- 本社 - 横浜市西区みなとみらい3-3-3　横浜コネクトスクエア13F
- 関西サテライト - 大阪市淀川区宮原4-1-14　住友生命新大阪北ビル4F
- Steel Plantech India Pvt. Ltd.（SPI）（インド）- Infinity Benchmark Building, 14th Floor,Unit:1403, Block-EP & GP, Sector-V,Salt Lake City, Kolkata – 700091, India
- 日鋼聯（上海）設備工程有限公司（中国）‐上海市長寧区仙霞路369号　現代広場1号楼2703室

## 事業内容・主な製品
- 製銑 - コークス乾式消火設備（CDQ）、水封式円形クーラ、クーラ排熱回収設備（WHRS）、高炉ガス清浄設備、石灰焼成炉
- 製鋼（転炉・電炉）‐ OG設備、環境対応型高効率アーク炉ECOARC™シリーズ
- 連続鋳造設備 - スラブ連続鋳造設備、ブルーム・ビームブランク・ビレット連続鋳造設備、QSP
- 条鋼圧延 - 形鋼圧延設備、棒鋼・線材圧延設備
- 板圧延 - 冷間圧延機（TCM、CRM）、厚板レベラ
- 薄板プロセス - 連続焼鈍ライン（CAL）、連続溶融亜鉛メッキライン（CGL）、スキンパスミル、テンションレベラ
- 環境・省エネ技術（製鉄所のCO2削減、省エネルギー、資源・エネルギーの回収再利用、環境改善などの企画提案や設備の提供）
- スマートプロダクツ「Sシリーズ」（AIやIoT技術、ロボット、ビッグデータ解析を活用し付加価値を高めた商品）